# Sanborniet

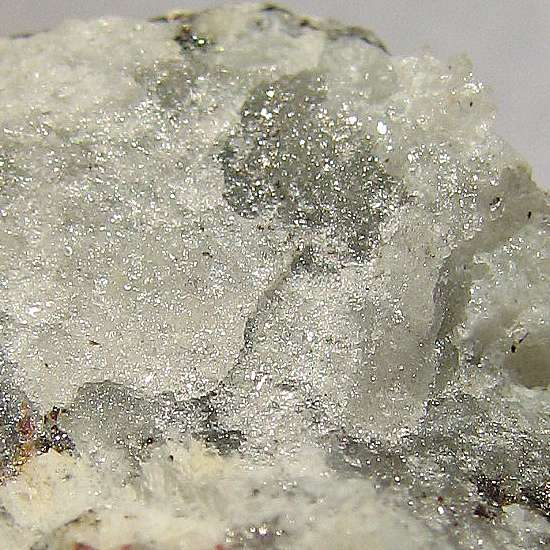
Sanborniet met celsiaan

Het mineraal sanborniet is een barium-silicaat met de chemische formule BaSi2O5. Het behoort tot de fylosilicaten.

## Eigenschappen
Het doorzichtig tot doorschijnend kleurloze of witte sanborniet heeft een glasglans, een witte streepkleur en de splijting is perfect volgens een onbekend kristalvlak. Sanborniet heeft een gemiddelde dichtheid van 3,74 en de hardheid is 5. Het kristalstelsel is orthorombisch en het mineraal is niet radioactief.

## Naamgeving
Het mineraal sanborniet is genoemd naar de Amerikaanse mineraloog Frank B. Sanborn (1862 - 1936).

## Voorkomen
Sanborniet is een mineraal dat voornamelijk voorkomt in de buurt van graniet intrusies van hoge temperatuur. De typelocatie is de Truball Peak nabij Incline, Mariposa county, Californië, Verenigde Staten.